# Carlos Matamala
Carlos Eduardo Matamala Elorz (Valdivia, 16 de diciembre de 1942-Santiago, 31 de diciembre de 1992) fue un actor y profesor universitario chileno.

## Primeros años de vida
Era hijo del ex regidor Carlos Matamala Aburto y de la profesora Inés Elorz Iraola, fallecida en 1950, cuando él contaba con ocho años de edad. Ingresó a temprana edad al Instituto Salesiano de Valdivia, donde realizó sus preparatorias siendo un destacado alumno. Realizó la secundaria en el Liceo de Hombres de Valdivia, y con 15 años, egresó. Dio su bachillerato en Letras y se fue a Santiago a estudiar Psicología en la Universidad de Chile, carrera que no terminó. Estudió Teatro, su pasión en la misma universidad, carrera de la cual se graduó en el primer lugar de su generación con 18 años. Era tío del periodista Daniel Matamala.

### Matrimonio e hijo
Conoce a su esposa, Ligia Patricia Souper Polanco, con quien se casó diez años más tarde, teniendo un solo hijo, Pedro.

## Vida artística
Se destacó por la creación de la primera Casa de la Cultura, el Taller 666, y el Teatro Joven. Todos los proyectos realizados en conjunto con otros actores. Se dedicó mucho a la docencia, hasta que fuera exonerado por la dictadura militar, en 1973. En esa época, fue activo dirigente sindical.
Durante la dictadura de Augusto Pinochet, participó en teleseries de Canal 13 como Celos. En este canal, lo vetaron por su lucha sindical e ideas políticas. A partir de 1983, figuró en varias teleseries de TVN como El juego de la vida, Morir de amor, La dama del balcón, Bellas y audaces  y Trampas y caretas, así como en miniseries como La Quintrala y Teresa de los Andes.
Además, se dedicó a múltiples obras teatrales, trabajando en sus inicios con la compañía de los Duvauchelle, destacando en el elenco original de La nona y otros montajes. 
Asimismo, desarrolla junto a Alejandra Gutiérrez, la Escuela de Teatro de la Universidad ARCIS, donde existía una sala con su nombre (la universidad cerró). 
Además trabajó en cine, incluso actuando en películas de Raúl Ruiz, con quien compartía afinidades intelectuales importantes, siendo de la misma generación y edad. Se preocupó siempre de la mejora en la lucha social de la igualdad de acceso a la educación, y de una educación digna para todos. Su trabajo social se destacó en distintas poblaciones del sector poniente de la ciudad de Santiago de Chile.
Muere producto de un TEC cerrado, en Santiago, el día 31 de diciembre de 1992. Fue acompañado por su esposa, hijo Pedro, hermanos, primos, amigos y cuantos lo valoraron.

## Televisión
| Año  | Título                        | Papel                       | Ref.                |
| ---- | ----------------------------- | --------------------------- | ------------------- |
| 1982 | Alguien por quien vivir       | Sergio                      | Canal 13            |
| 1982 | Celos                         | Luciano Arocena             | Canal 13            |
| 1983 | El juego de la vida           |                             | Televisión Nacional |
| 1983 | La represa                    | Enrique Goycolea            | Televisión Nacional |
| 1984 | La dama del balcón            | Sebastián Schober           | Televisión Nacional |
| 1985 | Morir de amor                 | Benjamín Suárez             | Televisión Nacional |
| 1986 | La Villa                      | César Álvarez               | Televisión Nacional |
| 1986 | La Quintrala                  | Gonzalo de los Ríos y Encio | Televisión Nacional |
| 1987 | La Invitación                 | Gustavo                     | Canal 13            |
| 1988 | Bellas y audaces              | Sergio Rosselot             | Televisión Nacional |
| 1989 | A la sombra del ángel         | Julián Torreblanca          | Televisión Nacional |
| 1989 | Teresa de Los Andes           | Miguel Fernández            | Televisión Nacional |
| 1990 | Mis mejores historias de amor | Pablo Rodríguez             | Televisión Nacional |
| 1992 | Trampas y caretas             | Joaquín Ríos                | Televisión Nacional |